# John Jewel

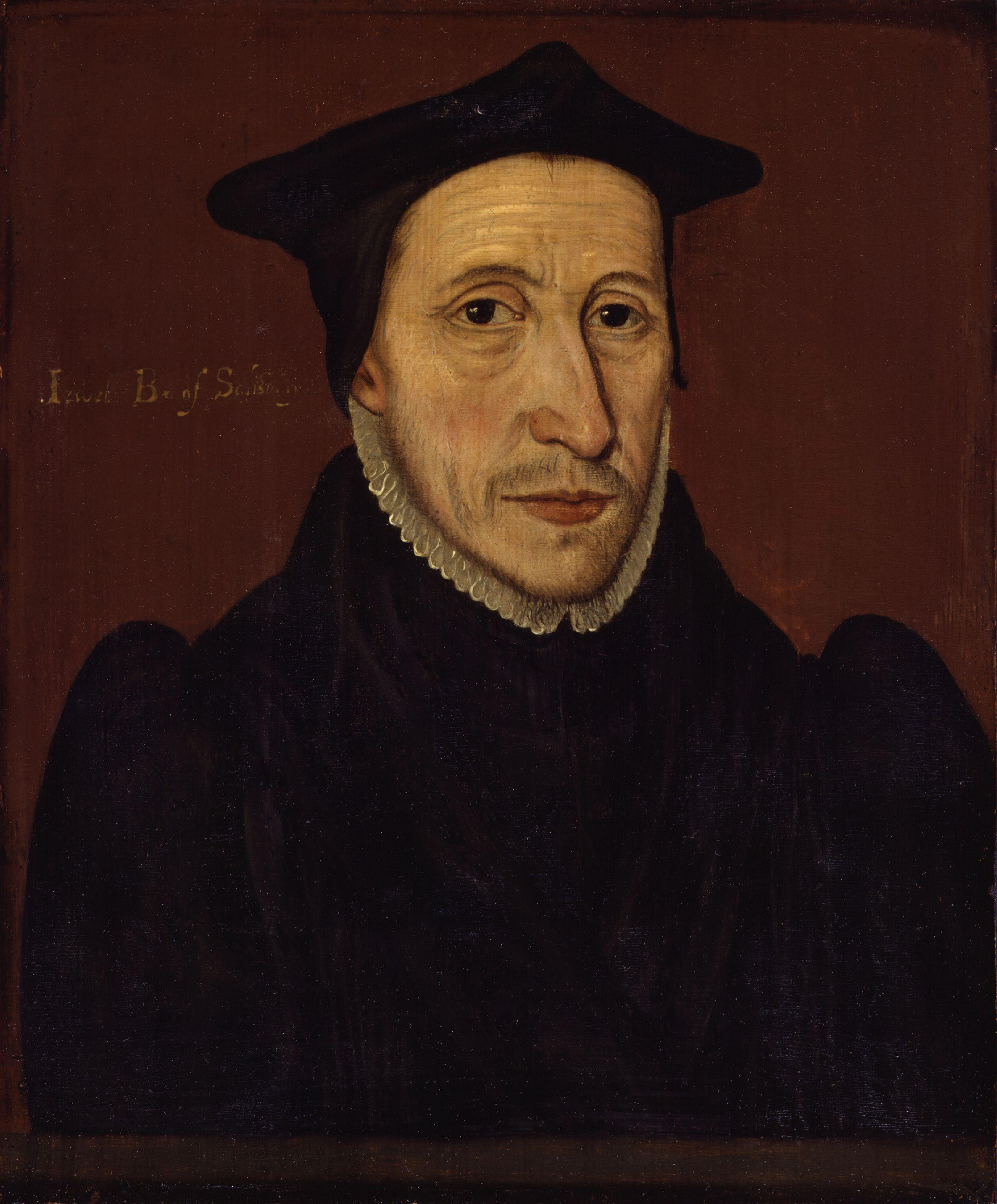
John Jewel

John Jewel (* 22. Mai 1522 in Buden, Devonshire; † 23. September 1571 in Moktonfarley) war Bischof von Salisbury und Verteidiger der Kirche von England.

## Leben
Jewel studierte am Merton College in Oxford und war führend an den Reformen unter König Eduard VI. beteiligt; bei der Thronbesteigung Maria I.Tudor musste er England verlassen. Die Exiljahre kühlten seinen Eifer ab, und als er unter Elisabeth I. Tudor wieder zurückkehrte, profilierte er sich als Verteidiger der etablierten Kirche. 1560 wurde Jewel Bischof von Salisbury, und 1562 veröffentlichte er „The Apology of the English Church“, in der er die Lehre vom göttlichen Königrecht aufrechterhielt. Er erkannte die Autorität des Konzils von Trient nicht an und verteidigte den Protestantismus. Sein Buch fand bei Königin Elisabeth I. von England großen Anklang und galt als offizieller Standpunkt der Kirche von England.